# Hoplitis elongaticeps
Hoplitis elongaticeps là một loài Hymenoptera trong họ Megachilidae. Loài này được Michener mô tả khoa học năm 1947.